# Kohorndyvel
Kohorndyvel (Onthophagus vacca) är en skalbaggsart som beskrevs av Carl von Linné 1767. Kohorndyvel ingår i släktet Onthophagus och familjen bladhorningar. Enligt den svenska rödlistan är arten nationellt utdöd i Sverige. . Arten har tidigare förekommit i Götaland men är numera lokalt utdöd. Artens livsmiljö är jordbrukslandskap. Inga underarter finns listade i Catalogue of Life.

## Bildgalleri

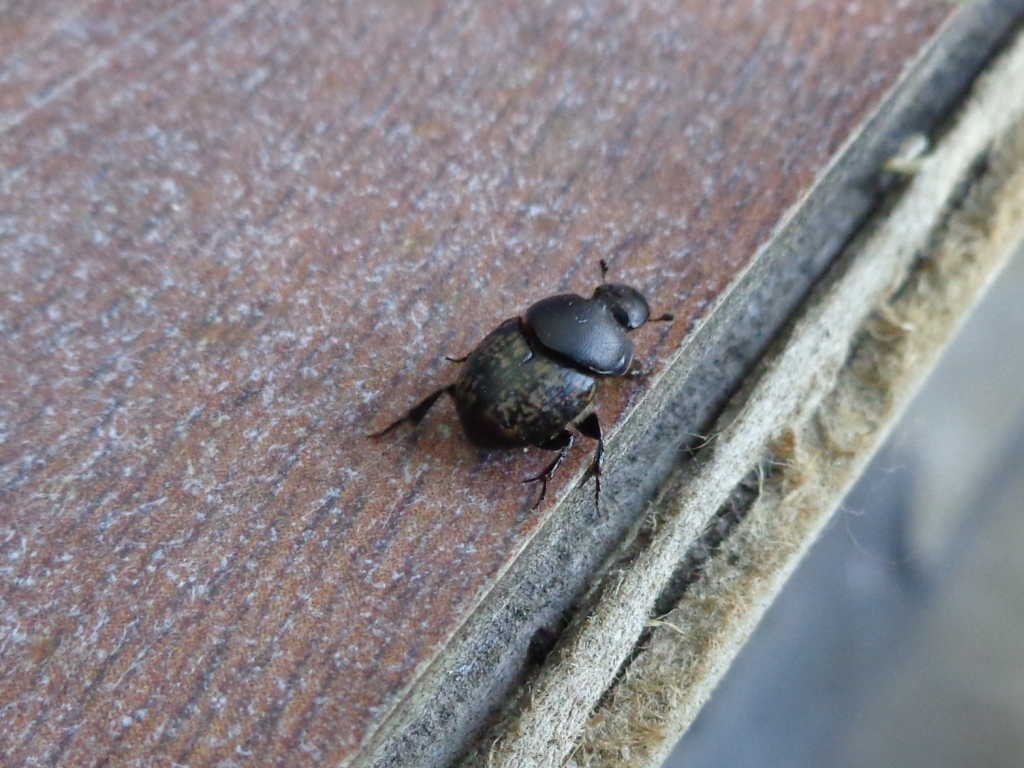